# Florens Schoonhoven

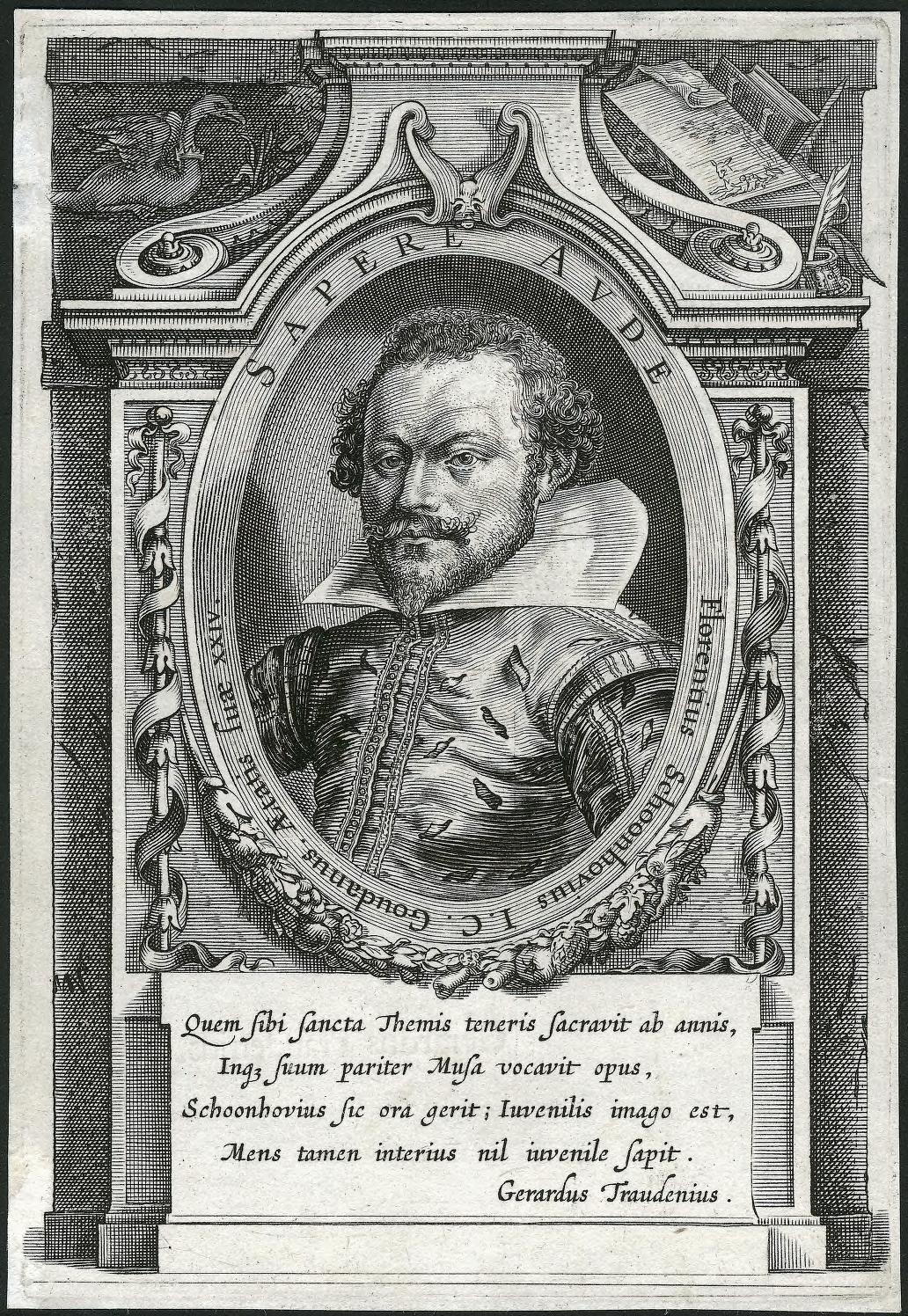
Stich mit lateinischer Bildumschrift: Florentius Schoonhovius I.C. Goudanus. Ætatis suæ xxiv.

Florens Schoonhoven (lateinisch Florentius Schoonhovius, niederländisch Floris van Schoonhoven; * 1594 in Gouda; † September 1648 ebenda) war ein niederländischer Jurist und Dichter.

## Leben
Florens Schoonhoven war der Sohn des mehrfachen Goudaer Bürgermeisters Dirck Jacobsz. Schoonhoven und der Niesje Verharst, Tochter des vormaligen Goudaer Bürgermeisters Floris Gysberse Verharst. Schoonhoven, der sechs Schwestern hatte, besuchte bei Wilhelmus Traudenius die Lateinschule in Gouda und studierte dann die Rechte in Leiden. Nach dem Studienabschluss führte ihn eine im Sommer 1614 begonnene Bildungsreise nach Orléans, wo er am 10. November des Jahres promoviert wurde. Am Ende seiner Bildungsreise kehrte er nach Gouda zurück, wo er sich als Rechtsanwalt niederließ. Aus der am 7. August 1616 geschlossenen Ehe mit Annetgen Thomasdr gingen mehrere Kinder hervor, von denen drei ihren Vater überlebten.
Seine lateinischen Gedichte (Emblemata) druckte Jasper Tournay in enger Zusammenarbeit mit Andreas Burier in Gouda. Jacob van Zevecote übersetzte sie ins Niederländische (Emblemata ofte Sinnebeelden met Dichten verciert, 1626 und 1638).
Schoonhoven konvertierte in späteren Jahren zum Katholizismus. Wahrscheinlich ist dies der Grund dafür, dass er – anders als sein Vater (mehrfach zwischen 1611 und 1616) und dessen Schwiegervater (1578–1579) – nicht Bürgermeister von Gouda wurde. Er starb im September 1648 und wurde in der Goudaer Sint Janskerk bestattet.

## Werke
- Poemata antehac non edita, Leiden 1613
- Emblemata partim moralia, partim etiam civilia, Gouda 1618; Leiden 1626; Amsterdam 1635, 1648